# Els pisos del Pau Xic
Els pisos del Pau Xic és una obra noucentista de Font-rubí (Alt Penedès) inclosa a l'Inventari del Patrimoni Arquitectònic de Catalunya.

## Descripció
Conjunt d'edificis que està situat al peu del carrer més important del nucli urbà de Guardiola de Font-Rubí. Es tracta de construccions urbanes interessants per diversos aspectes: composició de façana, coronaments, elements decoratius de maó vist, de ceràmica vidriada, etc.